# Георгиос Ласанис
Георгиос Ласанис (на гръцки: Γεώργιος Λασσάνης) е гръцки учител и политик, участник в Гръцката война за независимост за освобождаване от османска власт, генерал и министър, а също и писател, драматург и поет.

## Биография
Роден е в 1793 година в Кожани, Османската империя в семейството на виден търговец. Докато е още малък, баща му умира на връщане от търговско пътуване до Виена. Начално образование получава в Кожани. На 20 години емигрира в Пеща, където работи в компанията на своя съгражданин Такиадзис. В 1813 година заминава за Лайпциг, където учи във Философския факултет. След завърщването си заминава за Русия. В Москве е посветен в тайното гръцко революционно общество Филики Етерия. В 1818 година заминава за Одеса, където преподава в търговското училище на гръцката община.
В 1819 година в Одеса е поставена пиесата на Ласанис „Елада и чужденецът“», в която Ласанис също така играе. На премиерата присъства градоначальникът Александър Ланжерон, който поздравява Ласанис като драматург и актьор. Пиесата е посрещната с ентузиазъм, отбелязан и от виенското гръцко списание „Ермис о Логиос“. В същата година в Одеса е поставена трагедията на Ласаниса „Хармодий и Аристогейтон“.
През 1820 г. напуска Одеса, за да помогне на гръцкия революционер Александър Ипсиланти. Ласанис взима участие в съвещанието на 5-7 октомври 1820 година в Измаил
и на 16 февруари 1821 година в дома на сестрата на Ипсиланти, в Кишинев, където е прето окончателното решение за начало на въстанието. Ласанис е сред етеристите, които минават Прут на 21 февруари 1821 година заедно с Ипсиланти, който провъзгласява началото на революцията. Със заповед от 25 февруари Ипсиланти назначава Ласаниса за свою адютант. Ласанис участва в сражението при Драгашани, където загива цвета на гръцкото студентство в Русия, Австрия и Влахия. След поражението, Ласанис е изпратен в Ротен Турм, Трансилвания, където получава от австрийците разрешение за транзит през тяхна територия за Ипсиланти и съпровождащите го 7 революционери. Вместо обещания транзит, Ипсиланти и спътниците му са арестувани и прекарват две години в крепостта Мукачево, а в 1823 година са преместени в крепостта Терезин в Бохемия.
След 7 години в австрийски затвори, етеристите са пуснати на свобода на 22 ноември 1827 година след намеса на новия руски император Николай I. Александър Ипсиланти умира на 19/31 януари 1828 година във Виена в ръцете на любимата си княгиня Констанция Разумовска и Ласанис. Пред смъртта му Ласанис му чете новината, че Йоанис Каподистрияс вече е на Малта и се отправя към Гърция. В отговор Ипсиланти успява да каже „Слава Богу“.
След смъртта на Ипсиланти, Ласанис през Франция се добира до сражаваща се Гърция и взима участие в последните боеве на Освободителната война в Средна Гърция под командването на Димитри Ипсиланти. В май 1829 година е командир на гарнизона в Тива.
След създаването на гръцката държава Ласанис е генерал инспектор на армията на Източна Гърция, а през 1837 г. става министър на финансите в първото правителство на крал Отон. Умира през 1870 година в Атина.
Ласанис е автор на учебници, пиеси, стихове и исторически текстове, политически трактати и преводи.
Домът на Ласанис се намира на един площад в центъра на Кожани, който носи името му. Днес домът му е превърнат в градската картографска библиотека. В края на лятото в Кожани се организира фестивал „Ласания“, с концертни, спортни и театрални събития. Домът му в Атина, където Ласанис прекарва последните си години, също е исторически паметник и от 1991 година в него е разположен Музеят на гръцките народни музикални инструменти Баскетболният клуб на Кожани се казва „Ласанис“.